# Buka (Muminki)
Buka (oryg. szw. Mårran, fiń. Mörkö) − fikcyjne stworzenie, bohaterka cyklu książek o Muminkach autorstwa Tove Jansson. Istota podobna do skały, o potężnej posturze, bladych oczach i wyszczerzonych zębach.

## Charakterystyka
Buka przemieszcza się po świecie, niejednokrotnie odwiedzając Dolinę Muminków. Przyciąga ją światło i ciepło domu. Pojawiając się w jakimś miejscu, przynosi chłód i zamraża ziemię, na której dłuższy czas stoi. W miejscu, gdzie przebywa dłużej niż godzinę, nic już nie wyrośnie. Buka wzbudza powszechny strach, jednak nie wiadomo, czy naprawdę jest groźna, czy tylko samotna i nieszczęśliwa.
W powieści Tatuś Muminka i morze Buka, szukając zapalanej wieczorem lampy, wyrusza za rodziną Muminków na samotną wyspę, płynąc na zamrożonej przez siebie krze. Współczujący jej Muminek codziennie wynosi naftową lampę na brzeg morza i w końcu jego postępowanie zmienia Bukę, która przestaje nieść ze sobą chłód.

## Etymologia
Słowo Mårran pochodzi od szwedzkiego morra, co znaczy „mruczeć” lub „warczeć”, podobnie utworzono nazwę tej postaci w tłumaczeniu angielskim (The Groke, od to growl – buczeć (polska nazwa Buki), warczeć, mruczeć).

## Buka w serialach i filmach animowanych
Buka występuje w kilku odcinkach serialu (pierwszy raz potwór wystąpił w odcinku 6. zatytułowanym Topik i Topcia). Postać ta nie pojawia się w filmach Kometa nad doliną Muminków i Szczęśliwe dni Muminków.

## Nawiązania kulturowe
Do postaci nawiązywały:
- jeden z utworów w albumie Sideshow Symphonies norweskiej grupy muzycznej Arcturus nosi tytuł Hufsa (norweskie imię Buki)
- w latach 2011–2017 przy Rondzie Sztuki w Katowicach funkcjonowała księgarnia Zła Buka[2][3]
- 28 stycznia 2021 r., na YouTube, odbyła się premiera singla „Buka” z albumu Mogło być nic zespołu Kwiat Jabłoni[4]